# إيرل شانون
إيرل شانون (23 نوفمبر 1921 ببروفيدنس في الولايات المتحدة - 8 يوليو 2002 بوارويك في الولايات المتحدة) (بالإنجليزية: Earl Shannon)‏ هو لاعب كرة سلة أمريكي في مركز مدافع مسدد الهدف. لعب مع بوسطن سيلتكس وبروفيدنس ستيمرولرز.

## وصلات خارجية
- إيرل شانون على موقع إن بي أي (الإنجليزية)
- إيرل شانون على موقع سبورتس رفرنس (الإنجليزية)
- إيرل شانون على موقع ريلجم (الإنجليزية)
- إيرل شانون على موقع بروبوليرز (الإنجليزية)